# Дєва (Нижньогородська область)
Дєва (рос. Дева) — присілок в Володарському районі Нижньогородської області Російської Федерації.
Населення становить 14 осіб. Входить до складу муніципального утворення Мулинська сільрада.

## Історія
Від 2009 року входить до складу муніципального утворення Мулинська сільрада.

## Населення
| 1859 | 1905 | 1926 | 2002 | 2010 |
| ---- | ---- | ---- | ---- | ---- |
| 62   | ↗89  | ↗145 | ↘14  | →14  |